# Bénoué
Pour les articles homonymes, voir Bénoué (homonymie).
La Bénoué (en anglais Benue) est une rivière d'Afrique et le principal affluent du fleuve Niger.

## Cours

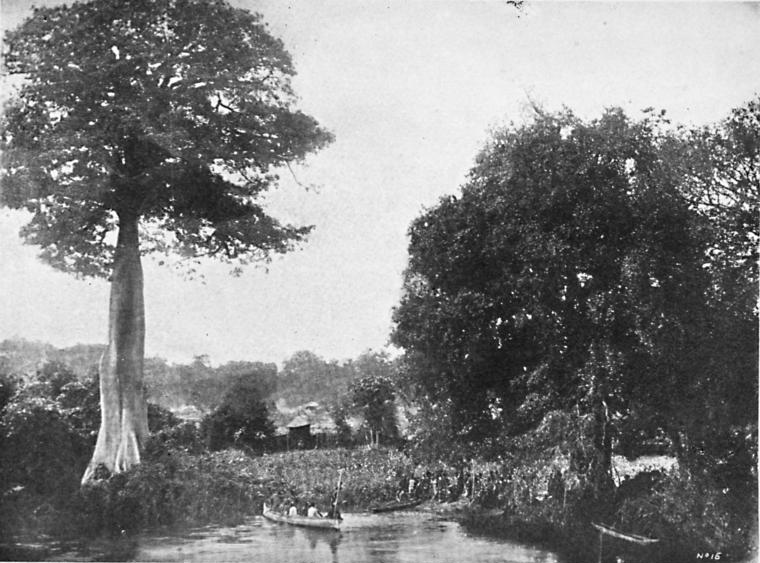
La Bénoué à Amaran (1900)

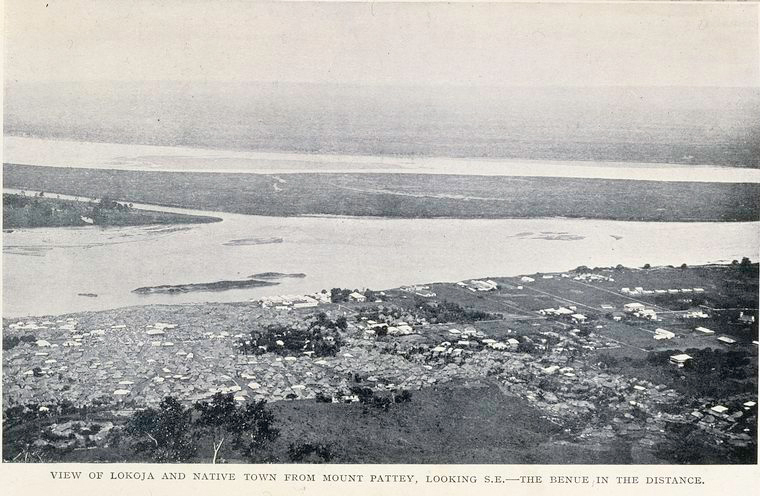
La Bénoué (au second plan) et le Niger à Lokoja (1911)

La rivière mesure environ 1 400 km de long. Elle prend sa source dans le massif de l'Adamaoua dans le nord du Cameroun, puis se dirige à l'ouest vers le Nigeria en passant par la ville de Garoua, avant de se jeter dans le Niger à Lokoja, un peu au sud d'Abuja.
À son amont dans l'Adamaoua, son lit a creusé un canyon dans la falaise, puis traverse le parc national de Bouba Ndjida et atteint la région de Garoua. La flore présente dans sa section encaissée ressemble davantage à certains endroits à celle des forêts qu'on rencontre dans le sud du pays, en contraste avec la flore du plateau qui est plus une savane arborée et la flore de la plaine, de nature arborée et arbustive.
De nombreux sites de l'âge du fer sont répartis le long de ses rives.

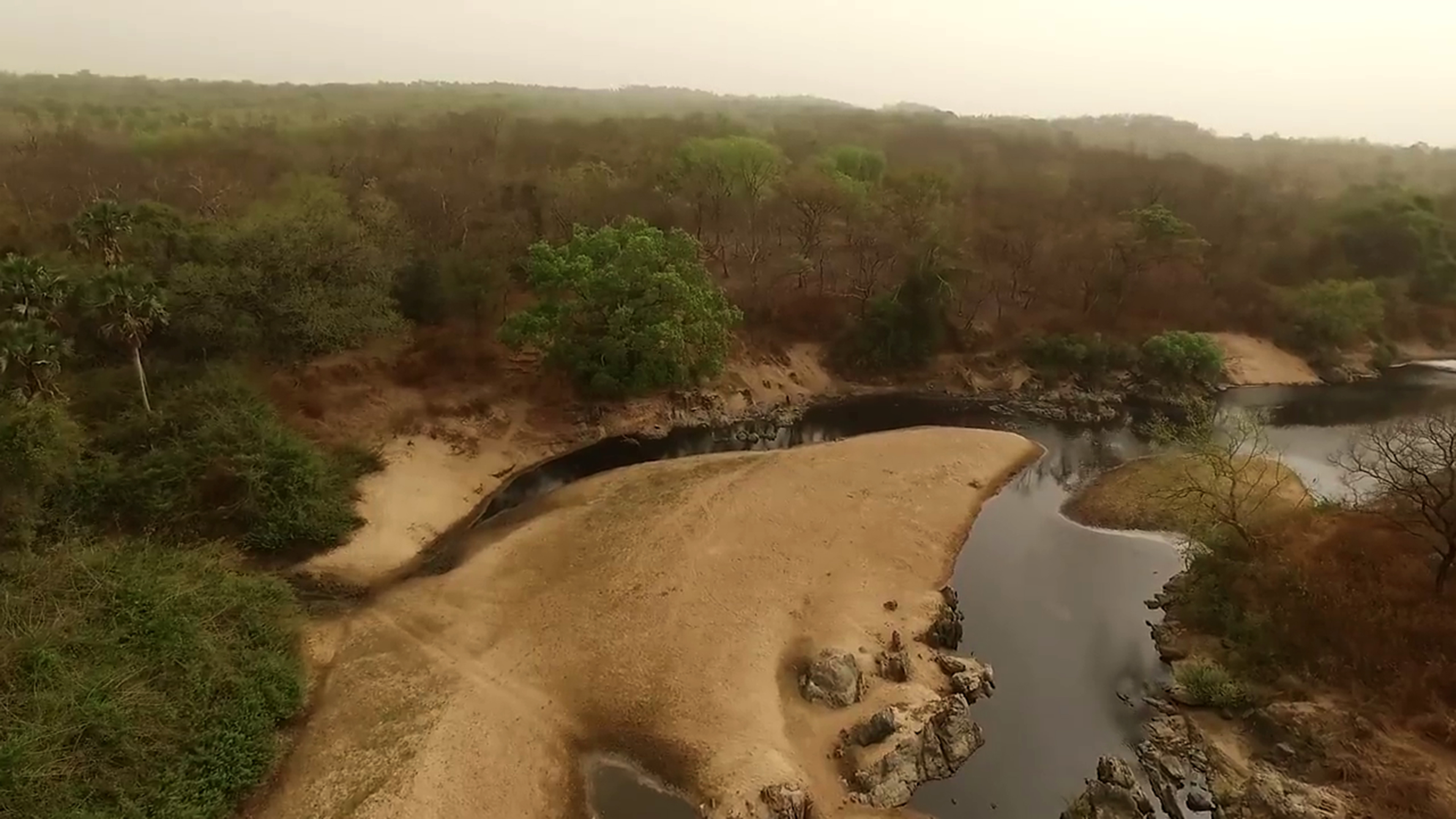
La Benoué vue depuis un drone.

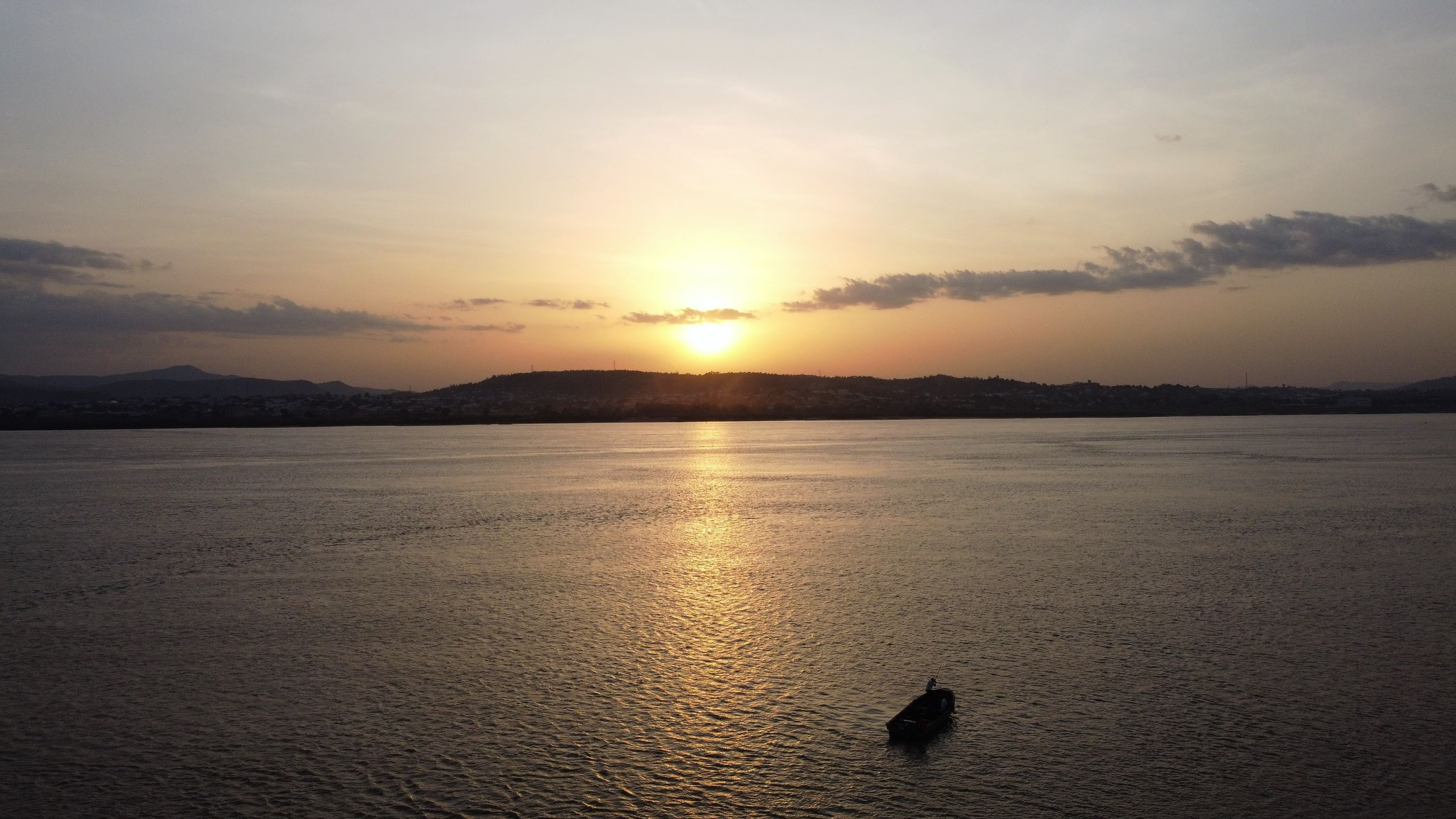
Le Bénoué au Soleil couchant. Mai 2021.